# Корбо, Габриэле
Габриэле Корбо (итал. Gabriele Corbo; 11 января 2000, Неаполь, Италия) — итальянский футболист, защитник клуба «Клёб де Фут Монреаль».

## Клубная карьера
Корбо — воспитанник клуба «Специя». 11 мая 2018 года в матче против «Авеллино 1912» он дебютировал в итальянской Серии B.
Летом того же года для Корбо перешёл в «Болонью». Сумма трансфера составила 2,2 млн евро. 13 мая 2019 года в матче против «Пармы» он дебютировал в Серии A.
19 сентября 2020 года Корбо был отдан в аренду «Асколи» на сезон с опцией выкупа. За «Асколи» он дебютировал 26 сентября в матче против «Брешии».
5 декабря 2021 года было объявлено об аренде Корбо в клуб MLS «Клёб де Фут Монреаль» на сезон 2022. За канадский клуб он дебютировал 15 февраля 2022 года в первом матче ⅛ финала Лиги чемпионов КОНКАКАФ 2022 против мексиканской «Сантос Лагуны». По окончании сезона 2022 срок аренды истёк, и 20 марта 2023 года Корбо перешёл в «Клёб де Фут Монреаль» на постоянной основе, подписав контракт на два сезона (2023 и 2024) с опцией продления на третий (2025).